# Psychotria refractiflora
Psychotria refractiflora är en måreväxtart som beskrevs av Karl Moritz Schumann. Psychotria refractiflora ingår i släktet Psychotria och familjen måreväxter. Inga underarter finns listade i Catalogue of Life.